# دهستان کولکنی
کولکنی، دهستانی از توابع بخش ماژین شهرستان دره‌شهر در استان ایلام ایران است.

## جمعیت
براساس سرشماری سال ۱۳۸۵ جمعیت آن ۱٬۷۱۹ نفر (۳۱۰ خانوار) بوده‌است.